# Tyler Thornburg
Tyler Michael Thornburg (Houston, 29 settembre 1988) è un giocatore di baseball statunitense.

## Carriera

### Gli inizi
Thornburg si diplomò alla Riverwood High School di Sandy Springs in Georgia, si iscrisse quindi alla Charleston Southern University in Carolina del Sud college che frequentò fino a quando, durante il draft MLB 2010, venne selezionato al terzo turno dai Milwaukee Brewers. Militò nella classe Rookie nel 2010 e nella classe A e A-avanzata nel 2011, iniziando la stagione 2012 nella Doppia-A.

### Major League
Thornburg debuttò in MLB il 19 giugno 2012, al Miller Park di Milwaukee, contro i Toronto Blue Jays. Concluse la stagione con 8 partite disputate nella MLB e 21 nella minor league: 13 nella Doppia-A e 8 nella Tripla-A.
Il 6 dicembre 2016 i Brewers scambiarono Thornburg con i Boston Red Sox in cambio dei giocatori Travis Shaw, Mauricio Dubon, Josh Pennington e un giocatore da nominare in seguito. Prima dell'inizio della stagione 2017 si infortunò alla spalla e venne inserito dalla squadra nella lista degli infortunati. A giugno gli venne diagnosticata la sindrome dello stretto toracico superiore che lo ha costretto a subire un'operazione chirurgica, perdendo l'intera stagione 2017.
Thornburg ancora in riabilitazione per l'operazione subita, perse anche lo spring training 2018. In maggio venne schierato in Tripla-A per prepararsi al ritorno in Major League, dopo quasi due mesi in Minor League, fu richiamato in prima squadra il 4 di luglio e due giorni dopo, il 6 luglio, debuttò con i Boston Red Sox in MLB.
Il 23 maggio 2019 venne inserito nella lista degli infortunati per almeno 10 giorni, per un infortunio all'anca destra. Dopo essere stato riattivato, Thornburg rifiutò di essere assegnato nella minor league e venne svincolato il 10 luglio. Il 30 luglio, firmò un contratto di minor league con i Los Angeles Dodgers, con cui giocò nella Tripla-A. Divenne free agent a stagione conclusa.
Il 31 dicembre 2019, Thornburg firmò un contratto di minor league con i Cincinnati Reds con incluso un invito allo Spring Training.
A settembre 2020, Thornburg dovette sottoporsi alla Tommy John surgery, chiudendo in anticipo la stagione. Divenne free agent il 28 ottobre, dopo la fine della stagione.